# 小太极
《小太極》是一部中国大陆与台灣合作的中國歷史与中国神话題材動畫，中华五千年动画文化工程促进会、中華卡通制作，1999年10月在中国中央电视台动画部上映，共14集。曾在人間衛視、东森幼幼台、MOMO親子台播出。荣獲中國電視金鷹獎優秀動畫片奖。

## 介绍
某日，一只奇怪的大鸟飞到了学校的操场中央。这时，小学生大龙上课不认真听讲，被老师问關於盘古开天的故事，他卻說盘古是古时候的盘子。下课后，大龙看见有人在抓那只大鸟，大龙全力阻止並救了大鸟，突然間大鸟变成了女孩。女孩说她叫做“精卫”、是太陽神炎帝的女兒，並且帶著大龍和另一個夥伴小太極一起回到盤古開天的時代。

## 主要角色
- 大龙

男主角，國小五年級男學生，心地善良卻上課時常不專心，擅長武術，最不拿手的科目是歷史，某次下課偶然在操場拯救了精衛鳥，开始和精衛、小太極展開一連串穿越時空歷史之旅。
- 精卫

女主角，以炎帝的小女兒女娃為原型。在東海遊玩溺亡後化作精衛鳥，來到現世被大龍所救，善於飛行及法術，真實身分為神農之女。
- 小太极

以太極圖像為原型的精靈，「能分陰和陽，能知是與非，能解萬物謎」，可以化身為「太極電腦」解釋世界萬物原理。

## 各集主題
一、盘古開天闢地
二、女媧補天
三、儀狄造酒
四、倉頡造字
五、炎黃戰蚩尤
六、神農嚐百草
七、牛郎織女
八、堯舜禪讓
九、愚公移山
十、后羿射日·嫦娥奔月
十一、夸父追日
十二、小太極大戰電腦病毒
十三、大禹治水
十四、燧人氏取火

## 人员表
导演:蔡明钦、唐瑞亨
编剧:柏云、叶永烈、周轩进
策划:古今明、周轩进、邓有立
监制:高登榜、林炎志、王强华、刘国雄、王亚进、马樟根
执行制片:谭棠、邓亚刚

## 配音员表
谭棠
邓亚刚
唐瑞亨
周轩进
王强华